# Мадраська армія
Армія Мадраса — армією Мадраського президентства, одного з трьох президентів Британської Індії в складі Британської імперії.
Президентські армії, як і самі президентські посади, належали Ост-Індській компанії, доки Закон про уряд Індії 1858 року (прийнятий після Індійського повстання 1857 року) не передав усі три президентські посади під безпосередню владу Британської корони.
У 1895 році всі три президентські армії були об'єднані в армію Британської Індії.

## Заснування та рання історія

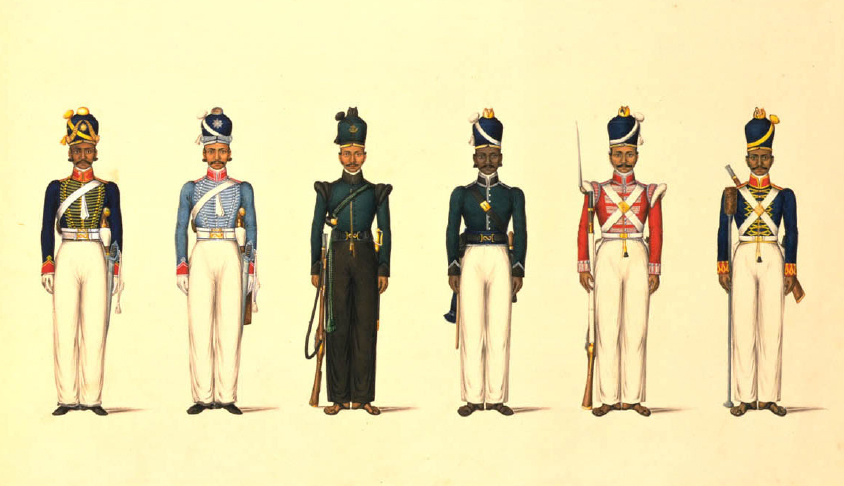
Зліва направо, Мадраська кінна артилерія, Мадраська легка кавалерія, Мадраський стрілецький корпус, Мадраські піонери, Мадраська тубільна піхота та Мадраська піша артилерія, c. 1830 рік

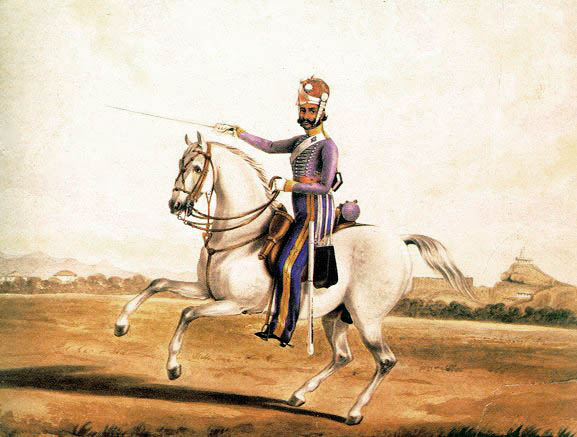
Картина, на якій зображено совар (кавалерійський еквівалент сипаїв), 6-та легка кавалерія Мадрасу, приблизно 1845 рік.

Мадраська армія Почесної Ост-Індської компанії виникла через необхідність захисту комерційних інтересів компанії. Здебільшого це були ненавчені охоронці, лише деякі мали зброю. Напад Франції та захоплення Мадраса в 1746 році змусили британців змінити підхід. У 1757 році Ост-Індська компанія вирішила зібрати добре підготовлені військові загони для проведення операцій, завоювання території та вимагати вірності місцевих правителів.
Вільно організовані військові частини пізніше були об'єднані в батальйони з індійськими офіцерами, які командували місцевими військами. Однією з перших великих дій цих військ була битва при Вандівоші в 1760 році. Війська отримали високу оцінку за стійкість під вогнем. Раніше значну частину сил було відправлено до Бенгалії під керівництвом молодого Клайва, який увійшов в історію та здобув особистий капітал після битви при Плессі.

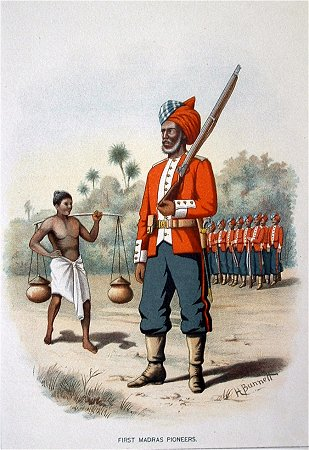
Перші піонери Мадраса, c. 1890 рік

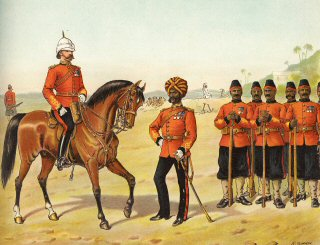
Власні сапери та мінери Мадраса, 1896 рік

У перші роки заснування офіцери мадраської армії дуже поважали місцеві звичаї солдатів, кастові ритуали, одяг і соціальну ієрархію. Деякі провідні землевласники приєдналися до армії Мадраса, один з яких записаний як Муту (Мутху) Наяк із знаті в Мадурі. У міру розширення армії та появи нових офіцерів, переважно з джерел Компанії, стиль керівництва та турбота про чоловіків змінилися на гірше. Найвідомішим інцидентом в мадраській армії був заколот у Веллорі. Після того, як Тіпу Султана було вбито, двоє його синів утримувалися під вартою у британському форті Веллор. У ніч на 10 липня 1806 року сипаї трьох полків Мадрасі, які гарнізували форт Веллор, підняли повстання, убивши 129 британських офіцерів і солдатів. Повстання, викликане сумішшю військових і політичних образ, було придушене за кілька годин силами, до складу яких входила лояльна кавалерія Мадрасу.
У 1830-х роках мадраська армія займалася внутрішньою безпекою та підтримкою цивільної адміністрації. Це була багатоетнічна армія, в якій британських офіцерів заохочували вивчати азійські мови та розмовляти ними. У 1832—1833 роках чудова дисципліна та навчання дозволили мадраській армії придушити повстання в районі Вішакхапатнам.

## Під британським пануванням

### Історія після 1857 року
Армія Мадраського президентства майже не постраждала від індійського повстання 1857 року. На відміну від більшої бенгальської армії, де всі піхотні та кавалерійські полки, окрім дванадцяти (з вісімдесяти чотирьох), повстали або були розформовані, усі п'ятдесят два полки місцевої піхоти Мадраса залишилися вірними та перейшли до нової індійської армії під прямим контролем британської корони, що правило замінило правило Почесної Ост-Індської компанії. Після реорганізації армій президентств після 1858 року зникли чотири полки мадраської легкої кавалерії та артилерійські батареї Мадрасу. Мадраські стрільці (полк європейської піхоти, набраний Ост-Індською компанією для служби в Індії) було передано до регулярної британської армії.

### Кінець окремої Мадраської армії
У 1895 році три окремі президентські армії розпочали процес об'єднання, який не завершився до реформ Кітченера вісім років потому. На першому етапі армія Індії була розділена на чотири команди, кожною з яких командував генерал-лейтенант. До них належали Мадрас (включаючи Бірму), Пенджаб (включаючи північно-західний кордон), Бенгалія та Бомбей (включаючи Аден). У 1903 році окремі пронумеровані полки Мадрасської, Бомбейської та Бенгальської армій були об'єднані в єдину організаційну послідовність, а приналежність до президентства зникла.

### Розформування Мадраських піхотних полків
У той час як армія Мадраса існувала як окрема одиниця до 1895 року, дванадцять полків місцевої піхоти Мадрасу було розформовано між 1862 і 1864 роками. Ще вісім пішли в 1882 році, три між 1902 і 1904 роками, два в 1907 році і чотири в 1922 році. Решту було розформовано між 1923 і 1933 роками, залишивши високо цінуваних саперів і гірників Мадраса єдиним підрозділом мадрасу в індійській армії, поки в 1942 році під час Другої світової війни не було створено новий Мадраський полк. Обидва ці полки продовжують існувати в сучасній індійській армії.
Генерал сер Фредерік Робертс виправдовував поступове припинення набору мадрасі до індійської армії наприкінці ХІХ століття на користь сикхів, раджпутів, догрів і панджабських мусульман на тій підставі, що тривалі періоди миру та бездіяльності в Південній Індії мали зробив мадраську піхоту слабшою перед військовою расою Півночі. Однак військові історики Джон Кіґан і Філіп Мейсон зазначили, що за «водонепроникної» системи президентської армії полки Мадрасу мали мало можливостей для активної служби на північно-західному кордоні. У результаті більш амбітні та здібні британські офіцери індійської армії вибрали службу в пенджабських та інших північних підрозділах, і загальна ефективність Мадраської армії у відповідно постраждала.

## Композиція

### Місцева піхота Мадрасу
- 1-й полк мадраської тубільної піхоти
- 2-й полк мадраської тубільної піхоти
- 3-й полк мадраської тубільної піхоти Паламкотта легкої піхоти
- 4-й полк мадраської тубільної піхоти
- 5-й полк мадраської тубільної піхоти
- 6-й полк мадраської тубільної піхоти
- 7-й полк мадраської тубільної піхоти
- 8-й полк мадраської тубільної піхоти
- 9-й полк мадраської тубільної піхоти
- 10-й полк мадраської тубільної піхоти
- 11-й полк мадраської тубільної піхоти
- 12-й полк мадраської тубільної піхоти
- 13-й полк мадраської тубільної піхоти
- 14-й полк мадраської тубільної піхоти
- 16-й полк мадраської тубільної піхоти
- 17-й полк мадраської тубільної піхоти
- 18-й полк мадраської тубільної піхоти
- 19-й полк мадраської тубільної піхоти
- 20-й полк мадраської тубільної піхоти
- 21-й полк мадраської тубільної піхоти
- 22-й полк мадраської тубільної піхоти
- 23-й полк мадраської тубільної піхоти Валладжахбадська легка піхота
- 24-й полк мадраської тубільної піхоти
- 25-й полк мадраської тубільної піхоти
- 26-й полк мадраської тубільної піхоти
- 27-й полк мадраської тубільної піхоти
- 28-й полк мадраської тубільної піхоти
- 29-й полк мадраської тубільної піхоти
- 30-й полк мадраської тубільної піхоти
- 31-й полк мадраської тубільної піхоти Тріхінопольська легка піхота
- 32-й полк мадраської тубільної піхоти
- 33-й полк мадраської тубільної піхоти
- 34-й полк мадраської тубільної піхоти Чикакольська легка піхота
- 35-й полк мадраської тубільної піхоти
- 36-й полк мадраської тубільної піхоти
- 37-й полк мадраської тубільної піхоти
- 38-й полк мадраської тубільної піхоти
- 39-й полк мадраської тубільної піхоти
- 40-й полк мадраської тубільної піхоти
- 41-й полк мадраської тубільної піхоти
- 42-й полк мадраської тубільної піхоти
- 43-й полк мадраської тубільної піхоти
- 44-й полк мадраської тубільної піхоти
- 45-й полк мадраської тубільної піхоти
- 46-й полк мадраської тубільної піхоти
- 47-й полк мадраської тубільної піхоти
- 48-й полк мадраської тубільної піхоти
- 49-й полк мадраської тубільної піхоти
- 50-й полк мадраської тубільної піхоти
- Мадраський стрілецький корпус

### Мадраська європейська піхота
- 1-й мадраський (європейський) стрілецький полк
- 2-й мадраський (європейський) легкопіхотний полк
- 3-й мадраський (європейський) піхотний полк

### Мадраська легка кавалерія
- 1-й Мадраський полк легкої кавалерії
- 2-й Мадраський полк легкої кавалерії
- 3-й Мадраський полк легкої кавалерії
- 4-й Мадраський полк легкої кавалерії
- 5-й Мадраський полк легкої кавалерії
- 6-й Мадраський полк легкої кавалерії
- 7-й Мадраський полк легкої кавалерії
- 8-й Мадраський полк легкої кавалерії

### Артилерія
- Піша артилерія Мадраса (фактично поділена на «тубільців» і «європейців», але не розділена на батальйони). Включені підрозділи групи:[14]
  - 1-й батальйон (сформований 1765 р.)
    - Рота (підвищена як 1-а) створена 1748, перейменована в 1-шу батарею 17-ї бригади королівської артилерії 19 лютого 1862
    - Рота B (підвищена до 2-ї) створена в 1753 році, переіменована як 2-й Bty, 17-й Bde, Королівська артилерія 19 лютого 1862
    - Рота C (підвищена до 3-ї) набрана 1753, переіменована як 3-й Bty, 17-й Bde, Королівська артилерія 19 лютого 1862
    - Рота D (підвищена до 4-ї) набрана в 1767 році, переіменована як 4-й Bty, 17-й Bde, Королівська артилерія 19 лютого 1862
    - Рота E (піднята як 10-та) створена 1786, перейменована як B Co, 3rd Btn 1825
    - Рота F зібрала 1800, перейменована на C Co, 2-й бат 1825
    - Рота G створена 1800, розформована 1824

  - 2-й батальйон (сформований 1786 р.)
    - Рота (підвищена як 5-та) створена в 1786 році, перейменована в 1-й Bty, 20-й Bde, RA 19 лютого 1862
    - Рота B (підвищена до 6-ї) набрана 1778, перейменована як 2-й Bty, 20-й Bde, RA 19 лютого 1862
    - Рота C (підвищена до 7-ї) набрана 1778, перейменована як 3-й Bty Bty, 20-й Bde, RA 19 лютого 1862
    - Рота D (підвищена до 8-ї) набрана 1778, переіменована як 4-й Bty, 20-й Bde, RA 19 лютого 1862
    - Рота E (підвищена як 9-та) створена 1786, перейменована на D Co, 2-й Btn 1825
    - Рота F створила 1799, перейменована на A Co, 2-й Btn 1825
    - Рота G заснована 1817 р., розформована 1824 р

  - 3-й батальйон (сформований 1825 р.)
    - Рота приєдналася до 1825 року, перейменована в 1-й Bty, 23-й Bde, RA 19 лютого 1862
    - Рота B приєдналася до 1825 року, перейменована в 2-й Bty, 23-й Bde, RA 19 лютого 1862
    - Рота C приєдналася до 1825 року, перейменована в 3-й Bty, 23-й Bde, RA 19 лютого 1862
    - Рота D приєдналася до 1825 року, перейменована в 4-й Bty, 23-й Bde, RA 19 лютого 1862

  - 4-й батальйон (утворений у 1845 р.)
    - Рота, створена в 1845 році, перейменована в 5-й Bty, 17-й Bde, RA 19 лютого 1862
    - Рота B створена в 1845 році, перейменована в 6-й Bty, 17-й Bde, RA 19 лютого 1862
    - Рота C створена в 1845 році, перейменована в 5-й Bty, 20-й Bde, RA 19 лютого 1862
    - Рота D створена в 1845 році, перепризначена як 5-й б-й, 23-й бд, РА 19 лютого 1862 р.
- Кінна артилерія Мадраса (всі підрозділи передані Королівській артилерії 13 квітня 1864 р.)[14]
  - Загін А (сформоване 1-й Half-sqn, потім «Trp», а потім 1-й Trp), сформоване в 1806 році, переформоване в 1809 і 1810 роках, потім переведене як батарея, 3-тя кінно-артилерійська бригада, RA
  - Загін B (сформований як 2-й загін), сформований у 1810 році, потім переведений як батарея B 3-ї кінно-артилерійської бригади, RA
  - Загін C (сформоване як Мадрасське ракетне військо, потім резервне військо) сформоване в 1816 році, реформоване в 1821 році, потім переведене як батарея C, 3-тя кінно-артилерійська бригада, RA
  - Загін D, сформоване в 1825 році, потім переведене як батарея D, 3-тя кінно-артилерійська бригада, RA
  - Загін E (тубільців), сформоване в 1825 році, об'єднане з військом F у 1860 році
  - Загін F (тубільний) загін, сформований у 1825 році, об'єднаний із загоном E у 1860 році, розформований у 1866 році

### Інженери
- Корпус саперів і міннерів Мадраса

## Список командувачів гарнізону форту Сент-Джордж
Командири:
- Лейтенант Джермін (1640-49)
- Лейтенант Річард Мінорс (1649-51)
- Капітан Джеймс Мартін (1651-54)
- Лейтенант Річард Мінорс (1654-55)
- Сержант Томас Саттон (1655-58)
- Капітан Роджер Міддлтон (1658-60)
- Лейтенант Вільям Халл (1660)
- Капітан Томас Акстелл (1661-64)
- Лейтенант Френсіс Чезмен (1664-68)
- Лейтенант Тімоті Саттон (1668-73)
- Капітан Філіп О'Ніл (1673-80)
- Капітан Джеймс Бетт (1680-92)
- Капітан Френсіс Сітон (1692—1707)
- Капітан Габріель Пуар'є (1707-16)
- Майор Джон Роуч (1716-19)
- Капітан Александр Фуллертон (1719-23)
- Капітан Александр Сазерленд (1723-24)
- Майор Джон Роуч (1724-29)
- Майор Девід Вілсон (1729-38)
- Капітан Пітер Екман (1738-43)
- Майор Чарльз Найп (1743)
- Капітан Пітер Екман (1743-46)

## Головнокомандувачі
Головнокомандувачі включали:
Головнокомандувач армією Мадрасу
- Майор Стрінгер Лоуренс (1-й термін) (1748—1749)
- Капітан Родольфус де Гінгенс (1749—1752)
- Майор Стінгер Лоуренс (2-й термін) (1752—1754)
- Підполковник Джон Адлеркрон (1754—1757)
- Підполковник Стрінгер Лоуренс (3-й термін) (1757—1759)
- Полковник Ейр Кут (1759—1761)
- Генерал-майор Стрінгер Лоуренс (4-й термін) (1761—1766)
- Бригадний генерал Джон Кайо (1766—1767)
- Бригадний генерал Джозеф Сміт (1767—1770)
- Генерал-майор Ейр Кут (1770)
- Бригадний генерал Джозеф Сміт (1770—1772)
- Полковник сер Роберт Флетчер (1772—1773)
- Бригадний генерал Джозеф Сміт (1773—1775)
- Бригадний генерал сер Роберт Флетчер (1775—1776)
- Бригадний генерал Джеймс Стюарт (1776—1777, представляв більшість у Раді під час перевороту, який скинув губернатора Джорджа Пігота)
- Полковник Росс Ленг (1777—1778)
- Генерал-майор сер Гектор Манро (1778—1782)
- Генерал-майор Джеймс Стюарт (1782—1783)
- Полковник сер Джон Бургойн (17 вересня 1783)
- Генерал-лейтенант Росс Ленг (1783—1785)
- Генерал-лейтенант сер Джон Даллінг (1785—1786)
- генерал-майор сер Арчибальд Кемпбелл (1786—1789, під час перебування на посаді губернатора Мадрасу)
- Бригадний генерал Метью Хорн і полковник Джон Флойд (1789—1790)
- генерал-майор Вільям Медоуз (1790—1792, губернатор Мадрасу)
- Полковник Джон Брейтуейт (1792—1796)
- генерал-майор Алуред Кларк (1796—1797)
- генерал-майор Джордж Гарріс (1797—1800)
- Генерал-майор Джон Брейтуейт (1800—1801)
- Генерал-майор Джеймс Стюарт (1801—1804)
- Генерал-майор Джон Крейдок (1804—1807)
- Генерал-лейтенант Хей Макдауелл (1807—1810)
- Генерал-майор сер Семюел Очмуті (1810—1813)
- Генерал-лейтенант сер Джон Аберкромбі (1813)
- Генерал-лейтенант сер Томас Гіслоп (1814—1820)
- Генерал-лейтенант сер Александр Кемпбелл (1820—1825)
- Генерал-лейтенант сер Джордж Вокер (1825—1831)
- Генерал-лейтенант сер Роберт О'Каллаген (1831—1836)
- Генерал-лейтенант сер Перегрін Мейтленд (1836—1838)
- Генерал-лейтенант сер Джаспер Ніколс (1838—1839)
- Генерал-лейтенант сер Семюел Віттінгем (1839—1841)
- Генерал-лейтенант, маркіза Твіддейл (1842—1848)
- Генерал-лейтенант сер Джордж Берклі (1848—1851)
- Генерал-лейтенант сер Річард Армстронг (1851—1853)
- Генерал-лейтенант Вільям Стейвлі (1853—1854)
- Генерал-лейтенант Джордж Енсон (1854—1856)
- Генерал-лейтенант сер Патрік Грант (1856—1861)
- Генерал-лейтенант сер Джеймс Грант (1861—1864)
- Генерал-лейтенант сер Джон Ле Маршан (1865—1867)
- Генерал-лейтенант Вільям Макклеверті (1867—1871)
- Генерал-лейтенант сер Фредерік Хейнс (1871—1876)
- Генерал-лейтенант сер Невілл Чемберлен (1876—1880)
- Генерал-лейтенант сер Фредерік Робертс (1880—1885)
- Генерал-лейтенант сер Герберт Макферсон (1886)
- Генерал-лейтенант сер Чарльз Арбатнот (1886—1891)
- Генерал-лейтенант сер Джеймс Дормер (1891—1893)
- Генерал-лейтенант сер Чарльз Кларк (1893—1895)

Головнокомандувач Мадрасського командування
- Генерал-лейтенант сер Чарльз Кларк (1895—1898)
- Генерал-лейтенант сер Джордж Волслі (1898—1903)
  - (виконуючий обов'язки) генерал-майор сер Джордж Претіман (1902) під час тривалої відпустки Волслі після смерті його дружини
- Генерал-лейтенант сер Чарльз Егертон (1903—1907)